# II. třída okresu Rychnov nad Kněžnou 2003/2004
V utkáních II. třída okresu Rychnov nad Kněžnou 2003/2004, jedné ze skupin 8. nejvyšší fotbalové soutěže v Česku, se utkalo 14 týmů dvoukolovým systémem podzim – jaro. Tento ročník začal v srpnu 2003 a skončil v červnu 2004.
Do I. B třídy Královéhradeckého kraje 2004/2005 postoupil vítěz TJ Spartak Opočno. Sestoupily poslední dva týmy TJ Dobruška „B“ a TJ Sokol Voděrady.

## Konečná tabulka II. třídy okresu Rychnov nad Kněžnou 2003/2004
| Poř. | Tým                                | Z  | V  | R | P  | VG | OG | B  |
| ---- | ---------------------------------- | -- | -- | - | -- | -- | -- | -- |
| 1.   | TJ Spartak Opočno                  | 26 | 19 | 3 | 4  | 73 | 24 | 60 |
| 2.   | TJ Lokomotiva Borohrádek           | 26 | 17 | 3 | 6  | 55 | 29 | 54 |
| 3.   | AFK Častolovice                    | 26 | 15 | 6 | 5  | 77 | 36 | 51 |
| 4.   | TJ Sokol Žďár nad Orlicí           | 26 | 14 | 6 | 6  | 48 | 32 | 48 |
| 5.   | TJ Baník Vamberk                   | 26 | 15 | 3 | 8  | 63 | 38 | 48 |
| 6.   | 1. FC Rokytnice v Orlických horách | 26 | 14 | 3 | 9  | 51 | 30 | 45 |
| 7.   | SK Petrovice nad Orlicí            | 26 | 11 | 7 | 8  | 46 | 36 | 40 |
| 8.   | SK Albrechtice nad Orlicí          | 26 | 10 | 3 | 13 | 50 | 52 | 33 |
| 9.   | TJ Sokol Javornice                 | 26 | 10 | 3 | 13 | 53 | 51 | 33 |
| 10.  | FK Kostelec nad Orlicí „B“         | 26 | 8  | 4 | 14 | 37 | 54 | 28 |
| 11.  | TJ Sokol Černíkovice „B“           | 26 | 6  | 7 | 13 | 30 | 61 | 25 |
| 12.  | TJ Sokol Slatina nad Zdobnicí      | 26 | 6  | 4 | 16 | 32 | 86 | 22 |
| 13.  | TJ Dobruška „B“                    | 26 | 6  | 3 | 17 | 32 | 61 | 21 |
| 14.  | TJ Sokol Voděrady                  | 26 | 2  | 3 | 21 | 21 | 80 | 9  |

Poznámky:
- Z = Odehrané zápasy; V = Vítězství; R = Remízy; P = Prohry; VG = Vstřelené góly; OG = Obdržené góly; B = Body; (S) = Mužstvo sestoupivší z vyšší soutěže; (N) = Mužstvo postoupivší z nižší soutěže (nováček)

|  | Postup do I. B třídy Královéhradeckého kraje 2004/2005    |
|  | Sestup do III. třídy okresu Rychnov nad Kněžnou 2004/2005 |